# Obrovac
Obrovac je mesto (hrv. Grad Obrovac) na Hrvaškem v Zadrski županiji.
Mesto in pristanišče v Dalmaciji leži v razširjenem kanjonu na nadmorski višini 7 m levem bregu reke Zrmanje okoli 11 km gor vodno od njenega izliva v Novigradsko morje, na mestu kjer preko Zrmanje pelje cesta v Zadar. V mestu stojijo: Župnijska cerkev sv. Josipa postavljena na prehodu iz 17. v 18. stoletje; pravoslavna cerkev postavljena leta 1906. Ruševine: cerkve sv. Krševana in sv. Petra iz 9. stoletja; sv. Mihovila iz 12. stoletja; templarskega samostana in cerkvice sv. Martina iz 14. stoletja. V okolici so ležišča boksita.

## Zgodovina
Okoli 3 km jugozahodno od Obrovca na lokaciji Kruševo so vidni ostanki ilirsko-rimskega naselja Clambetae (danes Cvijina gradina) od katerega so ohranjene sledi glavne ulice s pločnikom, temelji zgradb med katerimi so najbolj pomembni ostanki svetišča in termalnega kopališča. V starih listinah se Obrovac omenja v prvi polovici 15. stoletja kot utrdba in trg Obrovez. V poznem srednjem veku je bil Obrovac ravzito mestece z mnogimi cerkvenimi ustanovami. Leta 1409 je pripadal Benečanom. Leta 1527 so ga zavzeli Turki, ki so obnovili in okrepili mestne utrdbe, na Zrmanji pa gradili ladje, s katerimi so zaradi kupovanja soli pluli do Zadra in Paga. Leta 1647 so za krajši čas Obrovac še enkrat osvojili Benečani, po potpisu mirovnega sporazuma pa je ponovno pripadal Turkom. V času avstrijske oblasti je Obrovac postal okraj in dobil sodišče. Po 2. svetovni vojni je Jugoslavija pri Obrovcu zgradila tovarno glinice kar je bila eden največjih ekoloških napak na Hrvaškem in v Jugoslaviji. V začetku vojne na Hrvaškem je leta 1991 je Obrovac zavzela srbska vojska, hrvaški prebivalci pa so bili pregnani. V začetku avgusta 1995, med hrvaško vojaško-policijsko operacijo Nevihta, se je srbska vojska umaknila, srbsko prebivalstvo pa je bilo pregnano. V bližini Obrovca , ob obali Zrmanje, so ohranjeni ostanki benediktinskega samostana iz 11. stoletja. Na strmi obali kanjona Zrmanje pa so ohranjeni ostanki obrambnega stolpa in fortifikacij katere so postavili Turki za zaščito Obrovca pred napadi Uskokov.

## Demografija
| Pregled števila prebivalcev po letih | Pregled števila prebivalcev po letih | Pregled števila prebivalcev po letih | Pregled števila prebivalcev po letih | Pregled števila prebivalcev po letih | Pregled števila prebivalcev po letih | Pregled števila prebivalcev po letih | Pregled števila prebivalcev po letih | Pregled števila prebivalcev po letih | Pregled števila prebivalcev po letih | Pregled števila prebivalcev po letih | Pregled števila prebivalcev po letih | Pregled števila prebivalcev po letih | Pregled števila prebivalcev po letih | Pregled števila prebivalcev po letih |
| ------------------------------------ | ------------------------------------ | ------------------------------------ | ------------------------------------ | ------------------------------------ | ------------------------------------ | ------------------------------------ | ------------------------------------ | ------------------------------------ | ------------------------------------ | ------------------------------------ | ------------------------------------ | ------------------------------------ | ------------------------------------ | ------------------------------------ |
| 1857                                 | 1869                                 | 1880                                 | 1890                                 | 1900                                 | 1910                                 | 1921                                 | 1931                                 | 1948                                 | 1953                                 | 1961                                 | 1971                                 | 1981                                 | 1991                                 | 2001                                 |
| 341                                  | 403                                  | 463                                  | 410                                  | 401                                  | 461                                  | 418                                  | 508                                  | 302                                  | 306                                  | 532                                  | 1187                                 | 1457                                 | 1660                                 | 1055                                 |